# 寄葉二號B型
寄葉二號B型，简称2B，是2017年由白金工作室开发、史克威尔艾尼克斯发行的《龙背上的骑兵系列》系列的衍生作品《尼爾：自動人形》电子游戏中的虚构人形機器人（作品內稱「人造人」）。作为游戏的三主角之一，2B是一名与外星生命创造的机械生物进行代理戰爭的人造人特遣部队的寄葉士兵。她的故事主要围绕在寄葉内部的背景和她与搭档9S之间的关系。她也在相关媒体作品中出现，例如动画《尼爾：自動人形 Ver1.1a》。
2B由《尼爾：自動人形》的导演兼首席编剧横尾太郎创作，并由艺术家吉田明彦设计。制作人斋藤陽介要求吉田设计一个适合角色扮演的有趣角色。她的英语配音由基拉·巴克蘭担任，日语则由石川由依配音；动作捕捉演员则是川渕香织。
2B的获得普遍好评的评价，一些记者指出她的设计是高级定制服装的杰出例子，但也因其明显的性化和戀物癖服装设计而备受争议。她那类似于玩偶般的人造美与她所面对的敌人的简单设计形成鲜明对比，这是后来被颠覆用于戏剧效果的叙事元素。
2B拥有白色短发和蓝灰色眼睛，头戴黑色眼罩。身穿高开叉哥特风连衣裙，在胸前做了镂空蕾丝样花纹。下半身搭配黑色过膝丝袜和黑色过膝靴。

## 登场

### 尼爾：自動人形
寄葉二號B型，通称2B，是《尼爾：自動人形》中的三主角之一。她是寄葉“B”型（战斗者）的作战型人造人，寄葉是一个新创建并致力于夺回被入侵的外星人占领的地球以便让人类回归的小队。外星人创造一支庞大的机器军团——机械生物——作为长期代理人戰爭的一部分。虽然被归类为“B”型号，但她实际上是“E”（處刑者）型号，知道关于寄葉真相——人类在《尼尔》事件后早已灭绝。她的任务是在扫描型人造人9S了解太多时杀掉他并删除他的记忆。因此，2B背负着对自身身份的悲痛和内疚，并试图保持与9S的情感距离。
在前两条剧情线中，2B和9S被派遣至地球支援当地的人造人抵抗軍以及面对机械生物的威胁。他们发现机械生物正在模仿人类社会和外星人被自己的创造物所摧毁。不久后，两人遭到控制网络的类人机械生物亚当和夏娃的伏击。他们还曾与A2进行短暂交战，A2是2B型号的原型，她因自己的小队被抛弃而变得失控。在一次机械生物的攻击中，9S被亚当俘虏并遭受拷问。2B解救9S的过程中将亚当杀死，导致夏娃因悲痛而发疯。在击败暴走的夏娃后，2B被迫杀死被逻辑病毒感染的9S而导致短暂的情绪崩溃。9S的当前版本在周围的机器网络中幸存下来。
在开始第三条剧情线后，寄葉在亚当和夏娃死亡后对机械生物发起攻击，但却遭到逻辑病毒的攻击并导致2B最终被感染。2B遇见A2并将自己的记忆上传至她的剑中，请求A2“照顾好未来”。9S目睹A2将2B杀死而误解这一场景并发誓要向A2报仇。因A2吸收了2B的记忆，玩家将操控A2，在此过程中她的性格也发生了变化。在三名人造人似乎全灭的两个交替结局中，輔助機042和輔助機153决心对抗寄葉计划，并成功恢复他们的数据和身体。尽管事件有可能重演，但輔助機们坚信三人将会创造新的未来。

### 相关媒体和跨界合作
2B出现在两部衍生小说中：长篇小说《長話》和短篇小说集《短話》，两本均由横尾太郎和映島巡共同创作。2B还是2023年动画改编作品《尼爾：自動人形 Ver1.1a》中的主角，该作品以新的故事情节由横尾太郎监督。2B是与2021年手机游戏《NieR Re[in]carnation》进行跨界活动中的角色之一。她还在商品中出现，包括COCO制作的真人大小模型、Play Arts Kai系列的手办、限时开业商店以及游戏主要角色的雕像，其中她与9S和A2一起展示。
2B是万代南梦宫的2018年格斗游戏《劍魂VI》中可玩的客串角色。该DLC的特色围绕角色、主题动作和武器，以及名为“2P”的备用白色版。由于玩家二的颜色方案与2B相反，因此采用发音类似2B名字的“2P”作为第二名玩家的角色。横尾太郎开玩笑地表示P代表Panasonic。在加入《劍魂VI》前，曾考虑将2B加入《铁拳7》，但据制作人原田勝弘表示，情况可能会有所不同。2B与其他《自动人形》的角色一起在《最终幻想XIV》的第三个重大扩展包《暗影之逆焰》的内容更新中亮相。该场景名为“寄葉異聞：暗黑天啟”，于2019年至2021年分为三部陆续发行。2022年，横尾太郎对于2B未能进入《任天堂明星大亂鬥 特別版》感到失望。
与2017年的手机游戏《死亡愛麗絲》联动中，2B 作为游戏的头目角色之一出现在故事中。她也登场于2019年的3D角色扮演动作游戏《戰雙帕彌什》的联动中。2B的标志性服装在许多游戏中客串，如2017年的《重力異想世界完結篇》、《絕地求生》、2018年的《星海遊俠：回憶》、2020年的《梦幻之星在线2》、《糖豆人：終極淘汰賽》和2022年的《虹彩六號：圍攻行動》。 2024 年的《劍星》。 

## 创作与设计

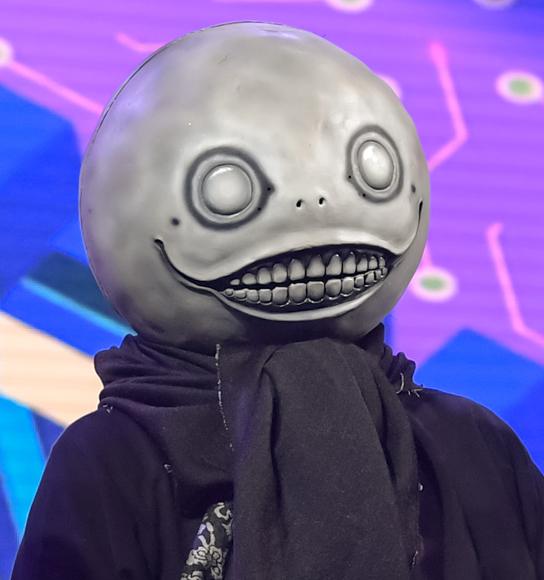
导演兼编剧的横尾太郎因镜头羞怯而在公开亮相时戴着艾米爾面具。

2B由《自動人形》的导演兼编剧的横尾太郎创作。游戏中的全部角色几乎是人造人或外星创造的机器，故事剧情通过人造生命体的行动来突显人类的缺陷。与原作《尼尔》中的日版和西方版采用不同主角的做法不同，横尾太郎被赋予创作自由，以迎合日本的口味创造一个更传统的“娇柔”女主。女主在早期时就已确定，横尾太郎开玩笑地讨论是否要增加一位年长的主角。为了游戏的科幻背景增加一种奇幻元素，因此她被赋予一把武士刀。
与《誓血龍騎士》系列的黑暗叙事相反，横尾决定让2B和9S获得一个大團圓結局，因为他坚信他们在《自動人形》中的经历已经“净化”人造人们的过错。横尾认为2B的故事在《自動人形》中已经完结，认为不应该继续叙述。然而，在后来的一场致敬音乐会中，他为《自動人形》编写一段关于2B和9S的音频剧情后记，与前作《尼尔》將后记記述在游戏指南的方式有所不同。
2B的设计由首席角色艺术家吉田明彦担任，他因《最终幻想XII》和《勇氣默示錄》而闻名。由于对原游戏角色设计的反馈以及原插画师D.K因肘部受伤而无法工作，因此吉田明彦才被引入设计2B的角色。吉田明彦很高兴有机会开发与奇幻题材不同的游戏，他受到简洁、黑色设计的指导，而制作人斋藤阳介要求设计一个让角色扮演者们喜爱的造型。由于在许多游戏中的角色没出现过，因此横尾希望2B戴上眼罩（在游戏中被描述为护目镜）。2B有一些备选设计，包括长发和带兜帽的上衣等，但所有设计都保持了相同的颜色和设计美学。
游戏设计师田浦貴久在设计战斗时考虑到舞女的形象，使其比早期的白金工作室的游戏更加优雅。2B战斗风格的灵感来自于《銃夢》中的主角。他为2B的动作增添优雅且精致的风格，使2B与艾莉塔有所区别。松平仁基於吉田明彦的概念艺术设计2B的游戏内3D模型。他从吉田明彦的《最终幻想XII》设计的游戏角色中汲取灵感并以两週内创建初始模型。在后来的改进中，增添了原作《尼尔》中游戏角色模型的“脆弱”和“娃娃般”特质启发的元素。
2B在《尼爾：自動人形》的营销活动中占据重要地位。日本本地化公司8-4在翻译人造人的对话时因难以平衡他们所缺乏的情感与高度情感化的关系和独特个性而面临挑战。虽然9S的日语台词已经被设计成更具情绪化，但为了让2B在英文版中给人一种“幽默”的感觉而不是毫无感情，因此2B必须重写。团队具有每个角色的注释；例如，9S会冗长地谈论事物，而2B则会更加干脆。

### 表现
在所有对白中，2B的英语配音由基拉·巴克蘭担任，日语配音则由石川由依担任。石川由依在游戏音频和过场动画定稿前开始进行2B的录音工作。石川配音的2B在被迫缺乏情感的外表下隐藏着情感的一面，这点在与9S的互动中显露出来。在大部分录音期间，石川并不了解整个故事剧情，因此她完全信任横尾对她的指导。虽然偶尔会被告知要减弱演技，但2B通常表现得冷漠而孤立，有时也会表现出情绪高涨的时刻。巴克蘭觉得为2B配音具有挑战性，因为她习惯于配音更外向和情感丰富的角色，同时也要表现出对9S的关心。巴克蘭在全职配音前就已经录制了她的台词。即使英语版本的个别台词在语调上与日语版有所不同，她还以日语版作为表演的参考。
2B的动作捕捉由川渕香织担任，她也是A2的动作捕捉并为游戏中的一些角色配音。川渕在2010年代的《最终幻想》系列中开始她的动作演员生涯，并曾与横尾太郎在2013年的《誓血龍騎士3》中首次合作。动作捕捉在横尾的监督下进行，川渕會在剧情动画的錄制過程中同時演示配音台詞和动作。最终的录制時亦有為川渕進行面部捕捉，以讓她的表演随后成為石川由依在台词演譯上的指引。川渕分别录制剧情动画和战斗动作，其中投入了更多錄制時間在劍擊戰的攻击动画中。

## 评价
Paste杂志的Jack Yarwood称2B为2017年最佳新角色之一，称赞她的角色发展和与9S的“可爱”关系。影音俱樂部的Anthony John Agnello表示，她的“哈姆雷特式名字”预示着《尼尔：自動人形》对“经典存在主义哲学”的痴迷，并指出她对伙伴反复死亡和记忆抹消感到不安。RPG Site的Kyle Campbell表示，尽管2B最初给人的印象是刻板和坚韧，但她真正的个性是关怀和爱心。他称她的处境为绝望和悲惨，并指出她需要不断杀死9S导致她冷酷的“行为”。他对比2B“压抑”的悲伤与9S在2B死亡时的反应，9S与2B的冒牌者战斗时“情绪爆发”。2B在面对人类威胁的任务中与其他几个著名角色的道德相比，例如《洛克人X》中不断追捕敌人的艾克斯，《潛龍諜影》中经常质疑任务性质的雷電，以及《银翼杀手》中的角色。
The Escapist的Celia Lewis指出2B佩戴的眼罩是一种“不寻常的设计选择”，表明她“无法看清整体情况”的能力，其黑色调表明她在战争中的观点是“黑白分明”。她还表示，2B的美丽是“纯粹表面”，是一种“视觉设计的诡计”，让玩家相信她与她“丑陋”、“可替代”的机械对应物不同。PC Gamer的Kimberley Ballard将2B描述为一只“披着褶皱的瓷娃娃”，并指出由于“眼罩、项圈和黑色材料”的普遍存在，使她的服装与恋物癖服装有关。她称寄葉的人造人本身就是恋物对象，“不仅被人类创造来夺回地球，还是一种统治的象征”，同时还指出她的眼罩表明人造人对他们的上级完全信任。
在《尼爾：自動人形 Ver1.1a》中，2B和9S之间的新颖关系而受到赞扬，玩家的视角不断在两者之间切换。与此同时，2B在《劍魂》中的出现遭到Kotaku的批评，因为她在游戏中与其他角色的风格不搭配。Polygon的Julia Lee指出2B服装在《最终幻想XIV》中作为游戏物品很受欢迎。
2B的服装设计引起部分玩家的争议，他们认为其过于性感且不切实际。以毫不掩饰成人和性主题的游戏而闻名的横尾对这些批评并不动摇。在游戏发行后不久，一场惡作劇将粉丝创建的角色3D模型与游戏中的角色互换，引发一些情色的粉丝艺术作品。作为回应，横尾开玩笑地要求将这些艺术作品收集并以“ZIP格式”发送给他，当粉丝们履行要求时令他感到惊讶。2019年，亿万富翁埃隆·马斯克在Twitter上分享由艺术家Meli Magali创作的同人作品的2B肖像，他因拒绝给艺术家署名而被游戏的粉丝强烈反弹。在原创者得到大量支持后，他删除该帖子和头像，这一反应被PC Gamer的Tyler Wilde形容为“推特在闹脾气”。